# Traslado de Nicolás II de Tobolsk a Ekaterimburgo
El traslado de Nicolás II de Tobolsk a Ekaterimburgo, donde fue exiliado en agosto de 1917 por el Gobierno provisional ruso, tuvo lugar en abril de 1918.

## Causas
El historiador Aleksandr Bojánov escribió que hay muchas hipótesis de por qué Nicolás II y su familia fueron trasladados de Tobolsk a Ekaterimburgo, pero con toda certeza hoy solo se puede afirmar el hecho de que el traslado a Ekaterimburgo surgió del deseo de los bolcheviques de endurecer el grado de confinamiento y prepararse para la liquidación del zar y su familia.

## De fondo
Tras su abdicación, el zar llegó el 9 de marzo de 1917 a Tsárskoye Seló, donde fue puesto bajo arresto domiciliario. Después de los acontecimientos de julio en Petrogrado, el Gobierno provisional ruso decidió transportarlo a un lugar más pacífico, para lo cual se eligió Tobolsk. El ferrocarril más cercano estaba a 260 verstas (200 km) y, por lo tanto, a Nicolás le resultaría más difícil escapar de allí.
Hasta la primavera de 1918, los bolcheviques estuvieron demasiado absortos en una feroz lucha por el poder. Sin embargo, en marzo-abril, varios Sóviets recordaron de forma independiente la existencia de Nicolás y comenzaron a intentar transportarlo de Tobolsk a algún otro lugar. Al mismo tiempo, estallaron varios conflictos entre destacamentos de diferentes Sóviets.
El historiador Vladímir Jrustaliov escribió que para entonces los líderes bolcheviques habían elaborado un plan para reunir a todos los representantes de la dinastía Románov en los Urales, lejos de los peligros externos, el Imperio alemán y la Triple Entente, por un lado así como, dado que los bolcheviques afrontaban una fuerte oposición política, mantener a los Románov bajo su control en un lugar favorable a ellos por el otro. En esa zona, los Románov podrían ser destruidos encontrando una razón adecuada para ello. El primero fue, por orden del gobierno soviético, el gran duque Miguel Aleksándrovich, confinado desde Petrogrado a Perm el 9 de marzo de 1918. El 26 de marzo, el gran duque Sergio Mijáilovich fue enviado de Petrogrado a Vyatka. Un mes después fueron trasladados a Ekaterimburgo los hermanos Iván, Constantino e Ígor Románov (hijos del gran duque Constantino Constantínovich) y Vladímir Paléi. A principios de abril de 1918, el comisario Vasili Yákovlev partió de Moscú hacia Tobolsk al frente de un destacamento armado con la orden del liderazgo bolchevique de entregar a Nicolás II a la "capital roja de los Urales": Ekaterimburgo. Pasando por la ciudad en dirección este, le entregó a Filipp Goloschokin una nota escrita por el mismo Yákov Sverdlov, que se conserva en el Archivo Estatal de la Federación de Rusia:
" ¡Queridos camaradas!
Hoy, por cable directo, os advierto sobre el viaje hacia vosotros del portador, el camarada Yákovlev. Le ordenaréis que transfiera a Nicolás a los Urales. En nuestra opinión, de momento debería permanecer en Ekaterimburgo. Decidid vosotros mismos si meterlo en prisión o adaptar alguna mansión. No lo llevéis a ningún lado sin nuestras instrucciones directas.
…La tarea de Yákovlev es trasladar vivo a Nicolás a Ekaterimburgo y entregarlo al presidente Beloboródov o Goloschokin. Yákovlev recibió las instrucciones más precisas y detalladas. Haced lo que sea necesario. Arreglad los detalles con Yákovlev.
Con saludos de camaradería. Y. Sverdlov.
9.IV.1918"

## Conflictos entre los destacamentos bolcheviques
El poder de los bolcheviques en Tobolsk se estableció realmente en marzo de 1918 con la llegada desde Omsk el 11 de marzo (24) del holandés Vasili (Wilhelm) Kárlovich Dutsman, comisario de Tobolsk y comisario de la familia imperial. Dutsman no tenía conexiones en Tobolsk y prefería no interferir de ninguna manera en los acontecimientos, limitándose a vigilar a la familia imperial.
Unos días después, se produce un conflicto en Tobolsk entre varios destacamentos bolcheviques: el 13 de marzo (26) llega un destacamento de Guardias Rojos de Omsk, el 15 (28) la mitad de uno de Ekaterimburgo, que abandonó Tobolsk el 4 de abril a petición del primer destacamento. El destacamento de Omsk estaba bajo el mando de Demyánov y Degtyariov, quienes procedían de Tobolsk y eran bien conocidos allí. Este destacamento dispersa el zemstvo local y el gobierno de la ciudad y reelige el Sóviét.
El propio Nicolás menciona en sus diarios en una entrada fechada el 22 de marzo sobre la llegada y expulsión de otro destacamento de Tiumén: “Por la mañana escucharon desde el patio cómo los ladrones bolcheviques de Tiumén salían de Tobolsk en 15 troikas, con campanas, silbidos y gritos. ¡El destacamento de Omsk los expulsó de aquí!»
El 31 de marzo (13 de abril), llegó un segundo destacamento de Ekaterimburgo al mando de un delegado del Sóviet de los Urales, el comisario Zaslavski, un cerrajero de 28 años, dos veces condenado por actividades revolucionarias, y con el estallido de la guerra movilizado a la Flota del Báltico, donde se graduó en la escuela de guardiamarinas. Zaslavski exige que el zar sea puesto inmediatamente en una "prisión a trabajos forzados".
Durante este conflicto, el comisario del Comité Ejecutivo Central Panruso, Vasili Yákovlev, llega a Tobolsk al frente de otro destacamento de 150 personas el 9 (22) de abril, logrando tomar el control de los dos destacamentos anteriores en dos días, expulsando a Zaslavski.

## Salida de Tobolsk

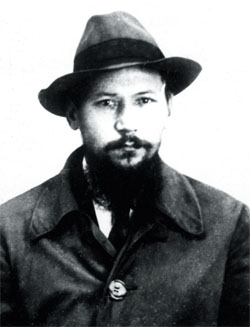
Uno de los aventureros de la Revolución y la Guerra civil rusa, Konstantín Myachin, generalmente identificado con el comisario del Comité Ejecutivo Central Panruso Vasili Yákovlev, quien transportó al zar de Tobolsk a Ekaterimburgo.

El 10 de abril de 1918, el comisario del Comité Ejecutivo Central Panruso, Yákovlev, declaró que su misión era sacar al zar de Tobolsk, posiblemente solo, sin su familia. En ese momento, Yákovlev había logrado, en general, ganarse a los destacamentos bolcheviques de Ekaterimburgo y Omsk ubicados en Tobolsk, a pesar de sus conflictos entre ellos. En su discurso a los soldados, dijo que les trajo dinero para viáticos y prometió que pronto serían enviados a casa. Las sospechas de los soldados finalmente se disiparon después de una conversación con el presidente bolchevique del soviet de Tobolsk, el ex bombero del acorazado Imperator Aleksándr II, el marinero Pável Jojriakov, quien afirmó que «conoce a Yákovlev como una figura prominente en la revolución de los Urales».
La identidad del comisario Yákovlev aún no está del todo clara; lo más probable es que este apellido no sea el verdadero. También se desconoce el contenido de su mandato. Según el testimonio del jefe de la guardia real, el coronel Yevgueni Kobylinski, este mandato realmente existió y fue firmado por Yákov Sverdlov. Posteriormente, Yákovlev se pasó al lado del Comité Blanco Komuch con el nombre de Krylov, desde 1919 su huella se pierde (según algunas fuentes, huyó a Harbin con el nombre de Stoyánovich). La mayoría de los investigadores modernos identifican al Comisario Yákovlev con Konstantín Myachin, presumiblemente un ex oficial naval, que huyó de Rusia en 1909 bajo la amenaza de arresto y pena de muerte, luego de expropiar un tren con 50 mil toneladas de municiones en la estación de Miass. El investigador Edward Radzinsky sugiere que la deserción posterior de Myachin-Yákovlev-Krylov-Stoyánovich al lado del Komuch y la huida a China no fue de hecho una traición, sino un doble juego complejo como agente de la Cheká-NKVD. Al mismo tiempo, para la mayoría de los contemporáneos, el verdadero nombre de Yákovlev era un misterio y, por lo general, no se lo identificaba con Myachin. El investigador de la Guardia Blanca Nikolái Sokolov consideró a Yákovlev un agente alemán; otros investigadores incluso lo consideraron un agente británico.
Inicialmente, el zar se negó rotundamente a ir a ningún lado, a lo que el comisario Yákovlev le dijo: “Si te niegas a ir, debo usar la fuerza o negarme a cumplir la misión que se me encomendó. Entonces pueden enviar a otra persona menos humana en mi lugar”. Después de una conversación con el jefe de seguridad Kobylinski, el zar depuesto y luego la zarina llegan a la conclusión de que van a ser llevados a Moscú. Por alguna razón, deciden que los bolcheviques necesitan la firma del zar en el Tratado de Brest-Litovsk. Nicolás escribió en su diario: "Pero prefiero dejar que me corten la mano que hacerlo". La ex emperatriz Alejandra Fiódorovna afirmó que “quieren obligarlo a firmar la paz en Moscú. Los alemanes exigen esto, sabiendo que solo una paz firmada por el Zar puede tener poder y valor en Rusia”. De hecho, los bolcheviques no necesitaron ninguna firma, y la ratificación del tratado fue realizada por el Congreso de los Soviets.
Según el propio Yákovlev, el traslado del zar a Moscú era necesario para organizar un juicio al monarca derrocado según el modelo de las revoluciones inglesa y francesa. La cuestión de si los bolcheviques realmente planearon tal juicio sigue sin estar clara. Según el testimonio del socialrevolucionario de izquierda Isaac Steinberg, quien fue Comisario del Pueblo de Justicia en el gobierno de Lenin desde diciembre de 1917 hasta marzo de 1918, tal tema fue discutido en una reunión del Comité Ejecutivo Central Panruso, pero la socialrevolucionaria María Spiridónova se opuso, temiendo que en el camino desde Tobolsk el zar fuera linchado.
A mediados de abril, aparecieron informes en los periódicos rusos sobre el presunto juicio de "Nicolás Románov". Como señala Richard Pipes en Los bolcheviques en la lucha por el poder, estos informes sugerían un juicio presidido por Nikolái Krylenko, jefe de la Alta Comisión de Investigación; se suponía que este juicio trataría sobre el "golpe del 3 de junio", el despilfarro de los recursos nacionales y otros abusos de poder. Sin embargo, ya el 22 de abril, estos rumores fueron refutados por el propio Krylenko, quien afirmó que no se trataba del zar, sino de un provocador llamado Románov.
El 12 de abril, el heredero se lastimó, lo que, debido a su hemofilia, le trajo graves consecuencias: se le hincharon las dos piernas al punto de no poder caminar. Al enterarse, Yákovlev informa a Sverdlov al respecto en Moscú en un mensaje telefónico encriptado, que dice: “Mi hijo está gravemente enfermo. Punto. El aguanieve dificulta llevar todo el equipaje. Punto. ¿Me entiendes? Punto. Si entiendes, entonces responde si estoy haciendo lo correcto si, sin esperar un buen camino, salgo con solo una parte del equipaje". En respuesta, Yakovlev recibe instrucciones de "llevar una pieza principal de equipaje".

## En camino
A las 4:00 am del 13 (26) de abril de 1918, Nicolás y Alejandra abandonaron Tobolsk, llevándose solo a la gran duquesa María de sus hijos. Olga y Tatiana, que habían ejercido de enfermeras, se ofrecieron a quedarse para cuidar personalmente a Alekséi y Anastasia pidió quedarse para hacerle compañía a ellas y entretener a su hermano. El 27 de abril, el destacamento pasa por el pueblo de Pokróvskoye, el lugar de nacimiento de Rasputín. Alejandra escribe en su diario: “Me paré frente a la casa de nuestro Amigo durante mucho tiempo, vi a sus familiares y amigos que miraban por la ventana”.
Después de la llegada del destacamento a Tiumén, comienzan eventos misteriosos y confusos, cuyo significado aún no está del todo claro. Por una razón desconocida, Yákovlev, después de negociar con Sverdlov, ordena trasladarse de Tiumén en lugar de Ekaterimburgo a Omsk, y con medidas conspirativas: inicialmente envía el tren a Ekaterimburgo, pero en la segunda estación y con las luces apagadas, cambia el destino de nuevo a Omsk. Después de llegar a Omsk, envía un telegrama a Ekaterimburgo afirmando que, supuestamente, el Comité Ejecutivo Central de toda Rusia decidió transportar al zar a Moscú.
No está claro si la misión de Yákovlev realmente consistía en transportar al zar no a Ekaterimburgo, sino a Moscú; por otro lado, hay evidencia de los bolcheviques I. Koganitski y el presidente del Comité Ejecutivo Central provincial de Perm N. Nemtsov de que Yákovlev realmente tenía el mandato de "sacar a Nicolás Románov de Tobolsk y entregarlo a Moscú". El propio Yákovlev, después de desertar al lado del Komuch, afirmó que supuestamente no sabía su destino.
El Sóviet de los Urales protesta ante Lenin, presidente del Consejo de Comisarios del Pueblo, y Sverdlov, presidente del Comité Ejecutivo Central Panruso, declarando que consideran las acciones del comisario Yákovlev "traicioneras" y declaran a Yákovlev un "contrarrevolucionario" por su resolución. Por su parte, Yákovlev dijo que los Urales se preparaban para hacer estallar el tren ("destrucción de equipaje"). Según algunas fuentes, la 4ª Conferencia Regional Bolchevique de los Urales celebrada en Ekaterimburgo votó por "la rápida ejecución de los Románov para evitar todos los intentos de restaurar la monarquía en Rusia en el futuro", y en la estación Poklévskaya entre Tiumén y Ekaterimburgo, se planeó apoderarse del tren por parte de trabajadores armados.
Al enterarse del cambio en la dirección del tren, el Sóviet de los Urales envía un destacamento armado a la estación de Kulómzino. Yákovlev recibe información de que en Omsk el zar también será arrestado por el sóviet local. Alejandra escribe en su diario: “El Sóviet de Omsk no quería dejarnos pasar por Omsk, temiendo que quisieran llevarnos a Japón”, escribe Nicolás: “Por los nombres de las estaciones adivinamos que íbamos en dirección a Omsk. Empezamos a adivinar: ¿a dónde nos llevarán después de Omsk? ¿A Moscú o a Vladivostok? Los comisarios, por supuesto, no dijeron nada ... ¡Resultó que en Omsk no querían dejarnos pasar!". El verdadero propósito del cambio de Yákovlev en la dirección del tren de Ekaterimburgo a Omsk sigue sin estar claro; según algunas fuentes, sin embargo, tenía la intención de llevar al zar a Moscú, sin pasar por Ekaterimburgo a través de Omsk, Cheliábinsk y Ufá, según otros, para sacarlo de Rusia por completo.
Según la declaración posterior de los propios Urales, S. Zaslavski también intentó preparar una emboscada cerca del pueblo de Ievlevo, la primera parada entre Tobolsk y Tiumén, y antes de salir de Tobolsk, Zaslavski aconsejó a Yákovlev "que no se siente al lado de Nicolás, porque lo abofetearemos en el camino". Sin embargo, Yákovlev logra eludir las emboscadas.

## Llegada a Ekaterimburgo

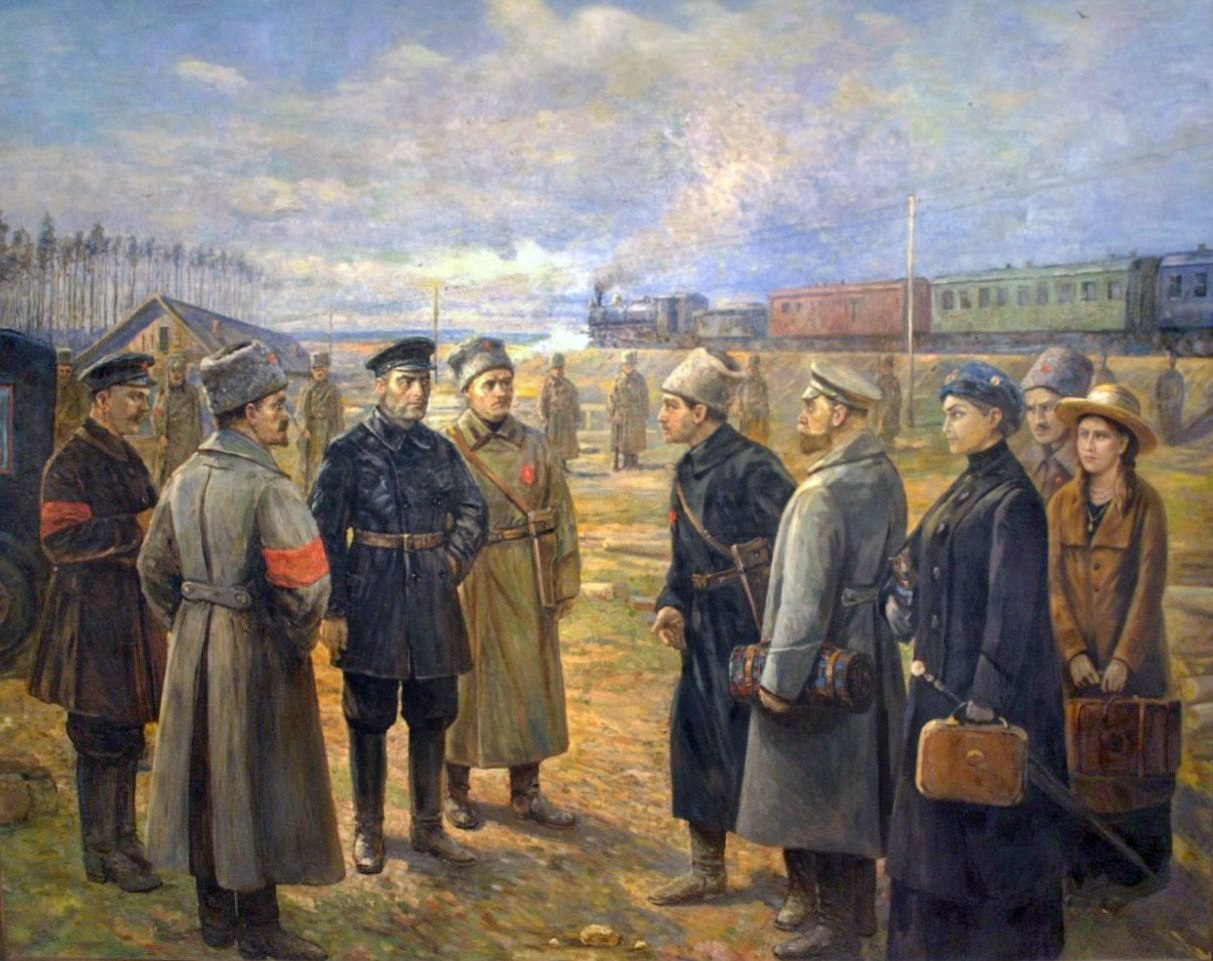
"Transferencia de la familia Románov al Sóviet de los Urales", Nicolás, Alejandra y su hija María a la derecha; del artista V. N. Pchelin, 1927.

Sin embargo, el 17 (30) de abril de 1918, a las 8:40 a. m., el tren llegó a Ekaterimburgo por orden personal de Sverdlov, quien aseguró a Yákovlev que el Sóviet Regional de los Urales no tomaría ninguna acción violenta contra Nicolás II. El mismo abdicado señala: "Iría a cualquier parte, pero no a los Urales ... A juzgar por los periódicos, los Urales están fuertemente en mi contra". A la llegada del tren de Yákovlev a la estación de tren de Ekaterimburgo, se encontró con una multitud grande y agresiva que, según Richard Pipes, había sido reunida por bolcheviques locales. Yákovlev recordó que la multitud estaba encabezada por el comisario de la estación, quien exigió que le mostraran a los Románov, gritando: “¡Yákovlev! Saca a los Románov del vagón. ¡Déjame escupirles en la cara!“ Durante tres horas, mientras el tren estaba parado en el quinto ramal desde el borde de la plataforma, el estado de ánimo de la multitud se emocionó cada vez más y gradualmente se fue acercando al tren. Yákovlev tuvo que rodearlo con una cadena de sus guardias y dar la orden de desplegar las ametralladoras y prepararlas para la batalla, lo que tuvo un efecto calmante en la multitud, pero el comisario de la estación, señalando el final de la plataforma, gritó, señalando hacia la estación, que daría la orden de abrir fuego contra el tren con los cañones que en efecto se encontraban allí y Yákovlev vio las figuras de varias personas pululando cerca de ellos. En ese momento crítico, entre el andén con la multitud hostil y el tren parado con la familia y el séquito dentro, un tren de carga se acercó y se detuvo. Mientras la multitud cortada por él se movía para rodear el tren de carga, el tren con el zar, que ya había recibido una locomotora de vapor maniobrable, logró moverse e ir a otra estación: Ekaterimburgo-2, donde los arrestados fueron transferidos a los bolcheviques de los Urales, dirigidos por un miembro del Presidium del Uraloblosoviet Filipp Goloschokin. Nicolás II en su diario no escribió nada sobre la multitud, notando solo “una fuerte efervescencia entre el local y nuestros comisarios. Al final, vencieron a los primeros».: 518 
Desde la estación de tren hasta la Casa Ipátiev, los arrestados fueron llevados en un automóvil abierto bajo la escolta de un “camión con soldados armados hasta los dientes”, como escribió Alejandra Fiódorovna en su diario. Según el testimonio del conductor de este automóvil abierto, que dio durante el interrogatorio al investigador Sokolov, Goloschokin, colocando a Nicolás II ante la puerta, dijo: "Ciudadano Románov, puede entrar."  : 518  Según otras fuentes, esta frase la pronunció el presidente del Sóviet de los Urales A. G. Beloboródov. Según las memorias de A. Avdéiev, quien fue nombrado comandante de la "casa de propósito especial", después de que el zar y la zarina ingresaron a la casa, Beloboródov les anunció: "Por decisión del Comité Ejecutivo Central Panruso, Nicolás Románov y su familia estarán en Ekaterimburgo, bajo la jurisdicción del Sóviet Regional de Diputados de Trabajadores y Soldados de los Urales hasta el juicio". Goloschokin, a continuación se dirigió al príncipe Vasili Dolgorúkov, y le informó que tenía prohibido permanecer en la casa y que sería arrestado.: 519 
A pesar del secreto de la operación, una multitud de curiosos comenzó a reunirse en la calle cerca de la Casa Ipátiev, que los chekistas dispersaron después de que Goloschokin gritara: “¡Ánimo!, emergencia, ¿qué estáis viendo?» Avdéiev, explicando esto por el hecho de que el equipaje no fue registrado al salir de Tobolsk, ordenó que se revisaran las cosas y pertenencias de la familia imperial, para lo cual todas las maletas y baúles deberían sacarse al pasillo y dejarse allí, así como el equipaje de mano debería ser examinado. Los recuerdos de este momento fueron dejados por el anciano ayuda de cámara del zar Terenti Chemodúrov, quien sobrevivió in extremis. Según su testimonio, uno de los guardias le arrebató el bolso de mano a la emperatriz, lo que provocó que la soberana comentara: "Hasta ahora, he tratado con gente honesta y decente". Luego del allanamiento, se les dio permiso a los detenidos para quedarse en la casa.: 519 

## Eventos posteriores
Expulsado previamente de Tobolsk por Yákovlev, Zaslavski exigió el arresto del primero, pero no recibe la aprobación del Sóviet. El Sóviet decide dar por finalizada la misión de Yákovlev, notificando a Moscú sus diferencias. Según el investigador Sokolov, Yákovlev prometió regresar por el zar, trayendo un destacamento con vehículos blindados desde Moscú. Ocho personas que llegaron al destacamento de Yákovlev fueron arrestadas en Ekaterimburgo, pero Yákovlev logra sacarlas de prisión con esfuerzo considerable.
Las acciones del comisario Yákovlev entre los contemporáneos y los investigadores posteriores dieron lugar a dos teorías de conspiración opuestas: según los Urales, era un agente de la Guardia Blanca y planeaba salvar al zar sacándolo de Rusia, según otra versión presentada por el investigador Sokolov, él, por el contrario, era un agente alemán y tenía la intención de llevar al zar a la ubicación del ejército alemán. El historiador y archivista V. Jrustaliov consideró que la aparición de tales teorías era el resultado de una astuta combinación política desarrollada e implementada por Sverdlov, quien necesitaba crear la apariencia de que la decisión del centro de ubicar a la familia imperial en Ekaterimburgo fue una reacción forzada a las acciones no autorizadas de los bolcheviques de los Urales. El historiador afirmó que Yákovlev claramente llevó a cabo las instrucciones de Sverdlov y solo él recibió durante toda la operación para trasladar al zar de Tobolsk a Ekaterimburgo. : 527 
Los demás miembros de la familia imperial y su séquito llegaron a Ekaterimburgo el 23 de mayo de 1918 desde Tiumén.
El 15 de abril de 1918, pocos días después de que el zar abandonara Tobolsk, el obispo Germogen (1858-1918) organizó una procesión religiosa en la ciudad, después de lo cual fue inmediatamente arrestado" como ciennegrista y pogromista" y llevado a Ekaterimburgo. Durante un cacheo, supuestamente se encontraron sobre él fragmentos de correspondencia con la familia imperial, en particular, una carta de la madre del zar, la emperatriz viuda María Fiódorovna, que decía: “Ha llegado tu turno de salvar la Patria; toda Rusia te conoce: ¡llama, aplasta, reprende!!!". Al mismo tiempo, el propio obispo negó haber realizado tal correspondencia: “Hablan de algún tipo de correspondencia con la antigua casa real, pero esto no es cierto. No hubo correspondencia.”.